# Los Soprano
Los Soprano (en inglés, The Sopranos) es una serie de televisión estadounidense creada y producida por David Chase y HBO. La serie se estrenó en Estados Unidos el 10 de enero de 1999 por el canal de televisión por cable HBO, que la emitió ininterrumpidamente hasta su desenlace, el 10 de junio de 2007. La trama de la serie gira en torno al mafioso de Nueva Jersey Tony Soprano (James Gandolfini) y las dificultades que enfrenta tanto en su hogar como en la organización criminal que dirige, y la historia de los personajes cercanos a Tony, especialmente su esposa Carmela (Edie Falco) y su sobrino y protegido Christopher Moltisanti (Michael Imperioli).
El rodaje de la serie se hizo en los Silvercup Studios de Nueva York y también en diversos escenarios del estado de Nueva Jersey. Los productores ejecutivos a lo largo de su emisión fueron Chase, Brad Grey, Robin Green, Mitchell Burgess, Ilene S. Landress, Terence Winter y Matthew Weiner.
La serie fue un éxito crítico y comercial, y fue una de las series por cable económicamente más exitosas en la historia de la televisión, descrita incluso por la crítica como una de las mejores series de todos los tiempos. Destaca por su alto nivel de calidad en todos los aspectos de producción, y ha sido reconocida especialmente por su guion y por el trabajo de sus actores y actrices principales. Se le acredita haber dado un gran nivel artístico a la televisión promedio y allanado el camino para el éxito de muchas series de ficción que le siguieron. También ha ganado numerosos premios y reconocimientos; entre ellos, veintiún Premios Emmy y cinco Globos de Oro. En 2009 fue elegida la mejor serie de los años 2000 por la publicación The Hollywood Reporter. La Writers Guild Association la seleccionó como la serie mejor escrita de la historia en el top de "Las 101 series mejor escritas de la historia de la TV". En septiembre de 2016, la revista Rolling Stone elaboró la lista de "Las 100 mejores series de TV de todos los tiempos", donde la serie ocupó el primer lugar.
Elemento básico de la cultura popular estadounidense del siglo XXI, Los Soprano ha sido objeto de parodias, controversias y análisis, y ha dado lugar a libros, un videojuego, exitosas Banda sonora y una gran cantidad de productos de mercadotecnia. Varios de los miembros del reparto y del equipo de rodaje eran desconocidos para el público general, pero sus carreras experimentaron un gran éxito tras haber aparecido en la serie.

## Argumento

### Sinopsis

#### Temporada 1 (1999)
Cuando Tony Soprano colapsa después de sufrir un ataque de pánico, comienza una psicoterapia con la doctora Jennifer Melfi. En el tratamiento Tony revela detalles sobre su infancia, como la presencia de su vengativa madre —Livia— y la influencia de su padre, que era un gánster. También se explora su complicada relación con su esposa Carmela, así como sus sentimientos con respecto a los lazos que tiene Tony con la mafia. Meadow y Anthony Jr., los hijos de Tony, van tomando conocimiento de las cosas que hace su padre. Más tarde, se presentan acusaciones federales como resultado de que alguien de su organización habló con el FBI.
El tío de Tony, Corrado Junior Soprano, ordena el asesinato de Brendan Filone y la ejecución simulada de Christopher Moltisanti —asociados de Tony— como represalia por los repetidos secuestros de camiones bajo la protección de Corrado. Tony calma la situación al permitir que su tío sea nombrado jefe de la familia luego de la muerte del anterior —Jackie Aprile—, aunque es Tony quien realmente tiene el control del grupo. Sin embargo, Corrado descubre el artificio y ordena un atentado contra Tony; el asesinato fracasa y Tony responde violentamente a la vez que confronta a su madre por su papel en la conspiración contra él. Livia tiene un accidente cerebrovascular provocado psicológicamente, a la par que Corrado es arrestado por el FBI por cargos no relacionados.

#### Temporada 2 (2000)
Al comienzo de la segunda temporada, Richie Aprile —hermano de Jackie— sale de prisión y demuestra ser incontrolable en el ámbito empresarial; también comienza una relación con la hermana de Tony, Janice, que ha llegado de Seattle. «Big Pussy» Bonpensiero regresa a Nueva Jersey después de una ausencia notoria. Por otro lado, Christopher Moltisanti se compromete con su novia, Adriana La Cerva. Matthew Bevilaqua y Sean Gismonte, dos soldados de bajo nivel insatisfechos con su falta de éxito en la tripulación de los Soprano, intentan hacerse un nombre al intentar matar a Christopher. Su plan fracasa; Christopher sobrevive al ataque (aunque está gravemente herido) y mata a Sean en defensa propia, mientras que Tony y «Big Pussy» asesinan a Matthew poco después.
Corrado está bajo arresto domiciliario mientras espera el juicio. Richie, frustrado con la autoridad de Tony sobre él, suplica a Corrado que lo mate; Corrado finge interés, pero informa a Tony de las intenciones de Richie. Sin embargo, la situación se calma inesperadamente cuando Janice mata a Richie en una violenta discusión; Tony y sus hombres ocultan todas las pruebas del asesinato y Janice regresa a Seattle. Tony se da cuenta de que «Big Pussy» es un informante del FBI; junto con Silvio Dante y Paulie Gualtieri, lo matan mientras navegan en una lancha, lo envuelven con cadenas y lo tiran por la borda.

#### Temporada 3 (2001)
La tercera temporada ve el regreso de Ralph Cifaretto después de una larga ausencia en Florida. Se involucra con Rosalie Aprile, viuda del exjefe Jackie Aprile. A pesar de la animosidad personal y la cautela hacia su comportamiento destructivo (Ralph asesinó a una estríper en Bada Bing!, lo que llevó a Tony a agredirlo, violando el código de la mafia), Tony lo nombra caporegime debido a su éxito profesional. Meadow empieza sus estudios superiores en la Universidad de Columbia, a la par que sale con Noah Tannenbaum, un chico cuya madre es afroamericana; la relación no es bien vista por Tony.
Jackie Aprile Jr. se involucra con Meadow y entra en una vida de drogas y crimen. Tony inicialmente intenta actuar como mentor de Jackie, pero se vuelve cada vez más impaciente con su creciente mala conducta, particularmente a medida que la relación de Jackie con Meadow se vuelve más seria. A pesar del consejo y la advertencia de Tony, Jackie cruza una línea al organizar un intento fallido de robo en el juego de cartas de Ralph. Tony decide darle a Ralph la decisión sobre el castigo de Jackie Jr. Finalmente, Ralph decide hacer que Jackie Jr. sea asesinado.
Livia muere de un derrame cerebral. Tony comienza una aventura con Gloria Trillo, quien también es paciente de la doctora Melfi; su relación es breve y tumultuosa. Corrado es diagnosticado con cáncer de estómago; después de la quimioterapia, entra en remisión. El hijo de Tony sigue metiéndose en problemas en la escuela y es expulsado, incluso a pesar de su éxito en el equipo de fútbol americano.

#### Temporada 4 (2002)
En la cuarta temporada, el subjefe de Nueva York, Johnny Sack, se enfurece después de enterarse de que Ralph hizo una broma inapropiada sobre su mujer. Pide permiso para que lo maten como represalia, pero se le niega; las tensiones entre los dos finalmente se enfrían. Más tarde, Tony asesina a Ralph en una discusión porque cree que mató a su caballo de carreras Pie-O-My al provocar un incendio en el establo.
Tras la muerte de la esposa de Bobby Baccalieri, Janice mantiene una relación romántica con él. La adicción de Christopher a la heroína se profundiza, lo que lleva a sus socios y familiares a organizar una intervención, después de la cual ingresa a un centro de rehabilitación de drogas. Adriana se hace amiga de una mujer que secretamente es agente del FBI; cuando Adriana termina su amistad repentinamente, la obligan a convertirse en informante federal. Corrado enfrenta su juicio por la Ley RICO; finalmente se declara nulo.
Carmela, cuya relación con Tony es tensa debido a las preocupaciones financieras y las infidelidades de Tony, se enamora de Furio Giunta. Temiendo las consecuencias de entablar una relación con la esposa de un jefe de la mafia, Furio regresa repentinamente a Italia, dejando a Carmela abatida. Después de que la examante de Tony llama a su casa y revela su relación, Carmela echa a Tony. Tony es abordado por Johnny Sack con una propuesta para asesinar a Carmine Lupertazzi, que finalmente rechaza.

#### Temporada 5 (2003)
El primo de Tony, Tony Blundetto, sale de prisión junto con otras figuras de la mafia. Carmine muere, por lo que se sucede una lucha de poder en Nueva York. A pesar de intentar evitar regresar al crimen organizado, Blundetto se involucra en el conflicto contra las órdenes de Tony. Cuando Blundetto mata al hermano de Phil Leotardo, Johnny exige que Tony lo entregue. Negarse a hacerlo provoca a la facción de Nueva York, y finalmente Tony elige matar a Blundetto él mismo en lugar de entregarlo.
Tony y Carmela permanecen separados; Tony vive en la antigua casa de sus padres con su amigo Artie Bucco, quien también fue abandonado por su esposa. Carmela, ahora la única figura de autoridad de Anthony Jr. en la casa, se frustra porque sus reglas llevan a su hijo a resentirse con ella; eventualmente ella permite que vaya a vivir con su padre. Tiene una breve relación con Robert Weigler, consejero escolar de Anthony, aunque después se reconcilia con Tony.
Adriana sigue trabajando como informante del FBI. Después de estar implicada en un asesinato en su club nocturno, los agentes federales le dan a Adriana un ultimátum: lograr que Christopher coopere o ir a prisión. Ella le confiesa su secreto a Christopher; inicialmente enojado, luego se vuelve más receptivo a la idea de ingresar a la protección de testigos. Sin embargo, finalmente tiene otro cambio de opinión y le cuenta a Tony sobre Adriana. Tony, con el entendimiento de Christopher, ordena a Silvio que la mate. Tony se acerca a Johnny Sack para poner fin al derramamiento de sangre entre sus familias y volver al trabajo. Cuando se encuentran, Johnny Sack es arrestado por el FBI.

## Personajes
El reparto de Los Soprano incluye un número de personajes en sus seis temporadas de duración. Algunos aparecen solo en momentos concretos de las temporadas, mientras que otros se mantienen durante toda la serie. Todos los personajes fueron creados por David Chase, excepto los que se indique lo contrario.

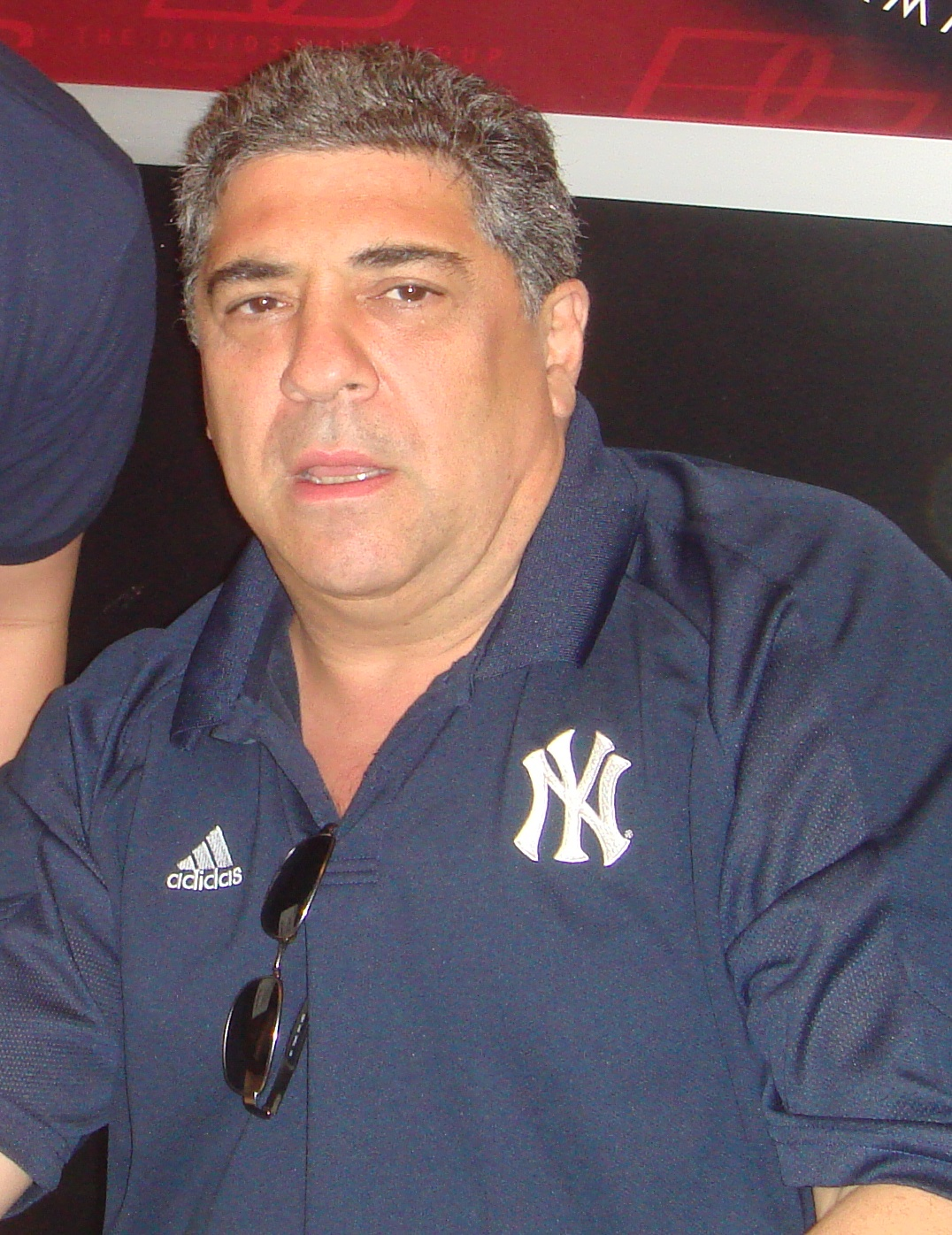
Vincent Pastore es "Big Pussy" Bonpensiero.

Anthony "Tony" Soprano (James Gandolfini) es el temperamental y violento jefe de facto de la familia criminal DiMeo de Nueva Jersey, y patriarca de la familia Soprano tras la muerte de Jackie Aprile (Michael Rispoli). Durante toda la serie, Tony lucha por equilibrar su vida familiar con su carrera en la Mafia. Por ello, Tony comienza a sufrir depresión y ataques de pánico debido a años de estrés en su "negocio", emociones reprimidas y una infancia difícil, por lo que acude en el primer capítulo a la psicóloga Dra. Jennifer Melfi (Lorraine Bracco). La Dra. Melfi es una mujer ítaloestadounidense de mediana edad, divorciada y con un hijo en la universidad. Trata a Tony Soprano de la mejor manera que puede, ya que a menudo se enfrentan por diversos problemas. Ambos albergan atracción sexual el uno por el otro, pero Melfi nunca la muestra abiertamente.

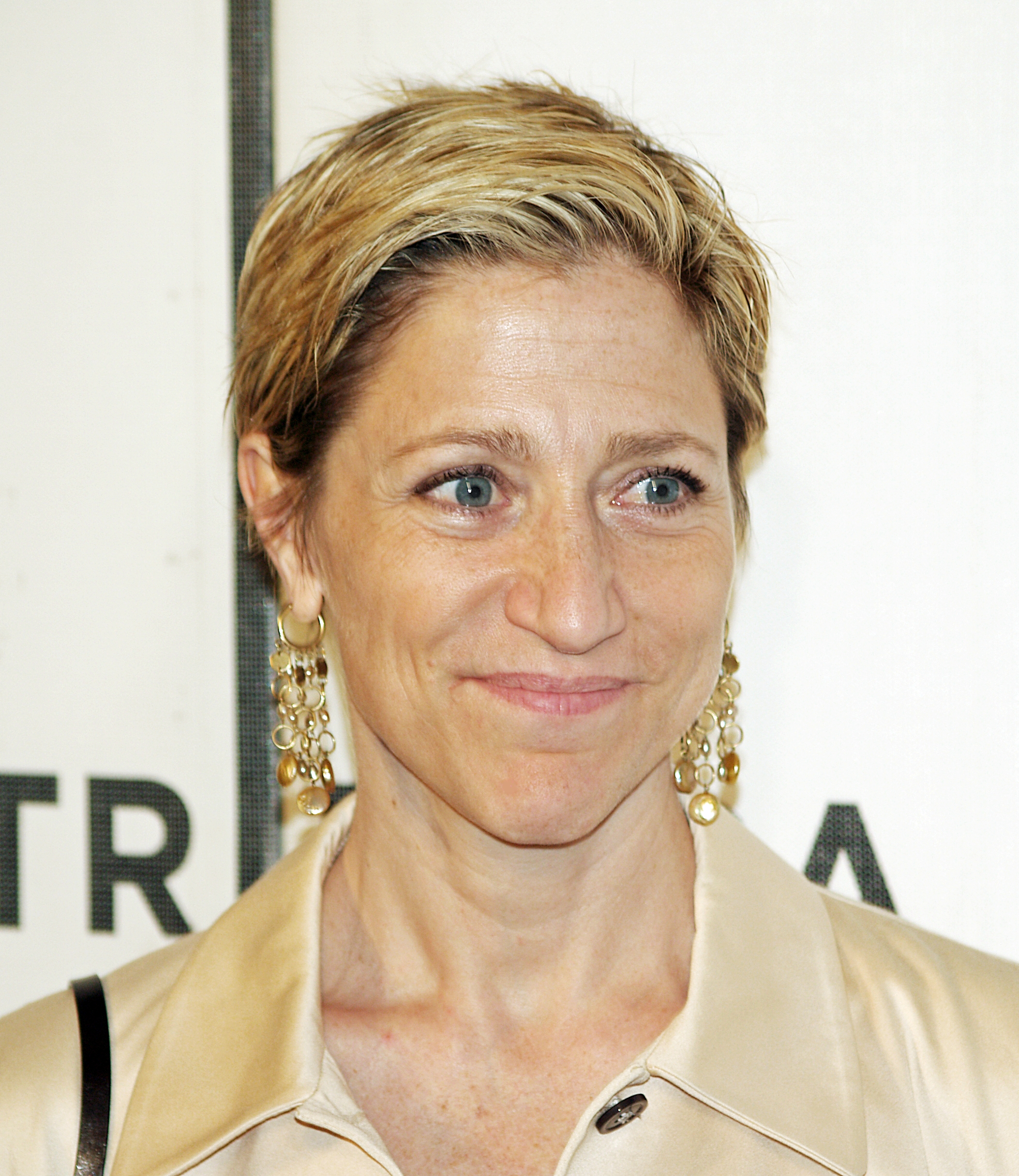
Edie Falco es Carmela Soprano.

Añadiendo más complicaciones a su vida, la relación con su esposa Carmela Soprano (Edie Falco) es tensa, al igual que con sus dos hijos, Meadow (Jamie-Lynn Sigler) y Anthony Junior (Robert Iler).
El resto del reparto incluye miembros de la amplia familia de Tony, como su madre Livia (Nancy Marchand), su hermana Janice (Aida Turturro), su tío Corrado "Junior" Soprano (Dominic Chianese), quién es técnicamente el jefe de la familia en los comienzos de la serie (aunque rápidamente queda semirretirado al ser arrestado y esperar su juicio en prisión domiciliaria, hasta que queda por completo fuera del negocio debido a cuestiones de salud), su primo Tony Blundetto (Steve Buscemi) y su sobrino (en realidad, primo por matrimonio) y protegido Christopher Moltisanti (Michael Imperioli). Tanto Livia como Janice son astutas manipuladoras de los problemas emocionales. Su primo Tony Blundetto (Tony B) y su sobrino Chris forman parte de su "otra" familia, y sus acciones son una fuente adicional de conflictos. Christopher lucha contra su adicción a las drogas y el alcohol, y desea ganarse respeto, mientras que Tony B tiene la esperanza de ganarse la vida lícitamente, pero su violencia y su entorno se lo impiden.

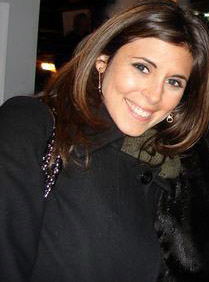
Jamie-Lynn Sigler es Meadow Soprano.

El círculo íntimo de Tony en la familia criminal DiMeo incluye a Silvio Dante (Steven Van Zandt), Paul "Paulie Walnuts" Gualtieri (Tony Sirico) y Salvatore "Big Pussy" Bonpensiero (Vincent Pastore). Silvio es el consigliere y mejor amigo de Tony. Paulie y Pussy son veteranos soldados que trabajaron también con el padre de Tony; Paulie pronto se convirtió en capo, y finalmente, ascendido a subjefe. También en la organización criminal de Tony están Patsy Parisi (Dan Grimaldi) y Furio Giunta (Federico Castelluccio). Patsy es un soldado más calmado y el contable de la familia. Furio, por su parte, es fuerza importada de Italia tras una visita de Tony y su grupo a Nápoles y que actúa como ejecutor personal de Tony.
Otros personajes de importancia en la familia DiMeo son Bobby "Bacala" Baccalieri (Steven R. Schirripa), Richie Aprile (David Proval), Ralph Cifaretto (Joe Pantoliano), Eugene Pontecorvo (Robert Funaro) y Vito Spatafore (Joseph R. Gannascoli). Bobby es un subordinado de Junior al que Tony intimidaba al principio, pero más tarde aceptaría en su círculo. Ralph es listo, ambicioso y una importante fuente de ingresos para la familia, pero su arrogancia y tendencia a ser desagradable, irrespetuoso y violento no gusta en los altos cargos de la organización. Richie Aprile abandona la cárcel en la segunda temporada y rápidamente crea problemas en la organización. Pontecorvo es un soldado que se convierte en iniciado junto con Christopher. Spatafore es un exitoso trabajador que alcanzó las cotas más altas del equipo de Aprile, pero tiene un secreto personal que es un tabú en la organización.
Entre los amigos de la familia Soprano se incluyen Herman "Hesh" Rabkin (Jerry Adler), Adriana La Cerva (Drea de Matteo), Rosalie Aprile (Sharon Angela), Angie Bonpensiero (Toni Kalem), Artie Bucco (John Ventimiglia) y Charmaine Bucco (Kathrine Narducci). Hesh es consejero y amigo de confianza de Tony, pues ocupó la misma función con su padre. Adriana es la novia de Chris durante un largo tiempo; Rosalie es la viuda del anterior jefe de la familia, Jackie Aprile, e íntima amiga de Carmela; Angie es la esposa de Pussy Bonpensiero; y Artie y Charmaine son amigos de los Soprano desde la escuela y dueños del restaurante Vesubio. Charmaine no está de acuerdo con la idea de asociarse mucho con Tony y su círculo criminal, por lo que pide constantemente a su marido Artie —un hombre respetuoso con la ley y trabajador— que no deje entrar en el restaurante a ese tipo de clientes.
Carmine Lupertazzi (Tony Lip), John "Johnny Sack" Sacramoni (Vince Curatola), Phil Leotardo (Frank Vincent) y "Little" Carmine Lupertazzi (Ray Abruzzo) son miembros importantes de la familia criminal Lupertazzi de Nueva York y tienen muchos intereses comerciales con la familia Soprano. Aunque los intereses de ambas familias son a menudo un conflicto, Tony mantiene una cordial y amistosa relación con Johnny Sack, prefiriendo llegar a acuerdos que benefician a ambas familias. Su segundo al mando, y posterior sucesor, es Phil Leotardo, una persona menos agradable y de más dificultad para hacer negocios con Tony. Little Carmine es el hijo del primer jefe de la familia y compite por el poder con los demás.

## Reparto
| Actor                 | Personaje                           | Temporada 1 | Temporada 2 | Temporada 3 | Temporada 4 | Temporada 5 | Temporada 6 | Temporada 6 | Capítulos |
| Actor                 | Personaje                           | Temporada 1 | Temporada 2 | Temporada 3 | Temporada 4 | Temporada 5 | Parte 1     | Parte 2     | Capítulos |
| --------------------- | ----------------------------------- | ----------- | ----------- | ----------- | ----------- | ----------- | ----------- | ----------- | --------- |
| James Gandolfini      | Anthony "Tony" Soprano              | Principal   | Principal   | Principal   | Principal   | Principal   | Principal   | Principal   | 86        |
| Lorraine Bracco       | Dra. Jennifer Melfi                 | Principal   | Principal   | Principal   | Principal   | Principal   | Principal   | Principal   | 69        |
| Edie Falco            | Carmela Soprano                     | Principal   | Principal   | Principal   | Principal   | Principal   | Principal   | Principal   | 85        |
| Michael Imperioli     | Christopher Moltisanti              | Principal   | Principal   | Principal   | Principal   | Principal   | Principal   | Principal   | 80        |
| Dominic Chianese      | Corrado "Junior" Soprano            | Principal   | Principal   | Principal   | Principal   | Principal   | Principal   | Principal   | 54        |
| Vincent Pastore       | Salvatore "Big Pussy" Bonpensiero   | Principal   | Principal   | Recurrente  |             | Invitada    |             | Invitada    | 25        |
| Steven Van Zandt      | Silvio Dante                        | Principal   | Principal   | Principal   | Principal   | Principal   | Principal   | Principal   | 78        |
| Tony Sirico           | Paulie Gualtieri                    | Principal   | Principal   | Principal   | Principal   | Principal   | Principal   | Principal   | 74        |
| Robert Iler           | Anthony "A.J" Soprano Jr.           | Principal   | Principal   | Principal   | Principal   | Principal   | Principal   | Principal   | 74        |
| Jamie-Lynn Sigler     | Meadow Soprano                      | Principal   | Principal   | Principal   | Principal   | Principal   | Principal   | Principal   | 70        |
| Nancy Marchand        | Livia Soprano                       | Principal   | Principal   | Invitada    |             |             |             |             | 22        |
| Drea de Matteo        | Adriana La Cerva                    | Recurrente  | Principal   | Principal   | Principal   | Principal   | Recurrente  |             | 46        |
| David Proval          | Richie Aprile                       |             | Principal   |             |             | Invitado    |             |             | 10        |
| Aida Turturro         | Janice Soprano                      | Invitada    | Principal   | Principal   | Principal   | Principal   | Principal   | Principal   | 49        |
| John Ventimiglia      | Artie Bucco                         | Recurrente  | Recurrente  | Principal   | Principal   | Principal   | Principal   | Principal   | 36        |
| Kathrine Narducci     | Charmaine Bucco                     | Recurrente  | Invitada    | Principal   | Principal   | Principal   | Principal   | Principal   | 19        |
| Federico Castelluccio | Furio Giunta                        |             | Recurrente  | Principal   | Principal   |             |             |             | 28        |
| Robert Funaro         | Eugene Pontecorvo                   |             |             | Principal   | Recurrente  | Recurrente  | Recurrente  |             | 24        |
| Steven R. Schirripa   | Robert "Bobby Bacala" Baccalieri    |             | Recurrente  | Principal   | Principal   | Principal   | Principal   | Principal   | 53        |
| Joe Pantoliano        | Ralph Cifaretto                     |             |             | Principal   | Principal   | Invitada    | Invitada    |             | 21        |
| Vincent Curatola      | John "Johnny Sack" Sacrimoni        | Invitado    | Recurrente  | Recurrente  | Principal   | Principal   | Principal   | Principal   | 33        |
| Steve Buscemi         | Anthony "Tony B" Blundetto          |             |             |             |             | Principal   | Invitada    |             | 13        |
| Joseph R. Gannascoli  | Vito Spatafore                      |             | Recurrente  | Recurrente  | Recurrente  | Recurrente  | Principal   |             | 39        |
| Frank Vincent         | Phil Leotardo                       |             |             |             |             | Recurrente  | Principal   | Principal   | 30        |
| Dan Grimaldi          | Patsy Parisi                        |             | Invitado    | Recurrente  | Recurrente  | Recurrente  | Principal   | Principal   | 47        |
| Toni Kalem            | Angie Bonpensiero                   | Recurrente  | Recurrente  | Recurrente  | Invitada    | Invitada    | Principal   |             | 11        |
| Sharon Angela         | Rosalie Aprile                      | Recurrente  | Recurrente  | Recurrente  | Recurrente  | Recurrente  | Principal   | Principal   | 37        |
| Arthur J. Nascarella  | Carlo Gervasi                       |             |             |             | Recurrente  | Recurrente  | Recurrente  | Principal   | 28        |
| Gregory Antonacci     | Butch DeConcini                     |             |             |             |             |             | Invitada    | Principal   | 9         |
| Max Casella           | Benny Fazio                         |             |             | Recurrente  | Recurrente  | Recurrente  | Recurrente  | Principal   | 28        |
| Carl Capotorto        | Paul "Little Paulie" Germani        |             |             | Invitada    | Recurrente  | Recurrente  | Recurrente  | Principal   | 24        |
| Ray Abruzzo           | Carmine "Little Carmine" Lupertazzi |             |             |             | Recurrente  | Recurrente  | Principal   | Principal   | 16        |
| Maureen Van Zandt     | Gabriella Dante                     | Recurrente  | Recurrente  | Recurrente  | Recurrente  | Recurrente  | Recurrente  | Principal   | 28        |

## Producción

### Concepción
Antes de crear Los Soprano, David Chase había trabajado como guionista durante veinte años. Trabajó como guionista y productor en varias series de televisión (incluidas Kolchak: The Night Stalker, The Rockford Files, I'll Fly Away y Doctor en Alaska) y fue uno de los creadores de la efímera serie Almost Grown, en 1988. Antes de su éxito con Los Soprano, Chase ganó dos Premios Emmy: uno en 1980 por el guion del telefilme Off the Minnesota Strip, y otro en 1978 por su trabajo en The Rockford Files (compartido con otros productores).
La historia de Los Soprano fue inicialmente concebida como un largometraje sobre "un mafioso en terapia que tiene problemas con su madre". Tras algunas aportaciones de su mánager, Lloyd Braun, Chase decidió adaptarlo a una serie de televisión. En 1995, Chase firmó un contrato con la compañía de producción Brillstein-Grey y escribió el guion original del episodio piloto. Basándose en gran medida en su vida personal y en sus experiencias creciendo en Nueva Jersey, Chase aseguró que trató de "aplicar [su propia] dinámica familiar a los mafiosos". Por ejemplo, la tormentosa relación entre el protagonista Tony Soprano y su madre, Livia, se basa, en gran parte, en la relación de Chase con su propia madre. Durante esa época, Chase también fue a terapia y modeló el personaje de la Dra. Jennifer Melfi a partir de su propio psiquiatra. Desde temprana edad, Chase ya había mostrado interés en la mafia tras crecer con clásicas películas de gánsteres como El enemigo público y la serie Los Intocables. En gran medida, la historia de la serie está inspirada en la auténtica Familia criminal DeCavalcante, que se convirtió en la principal familia del crimen organizado de Nueva Jersey durante la juventud de Chase. El nombre de la serie, por otra parte, proviene de unos amigos suyos del instituto. Chase pensaba que el escenario de la mafia le permitiría explorar temas como la identidad italoestadounidense y la naturaleza de la violencia, entre otros. El propio Chase es de ascendencia italiana y su apellido real es DeCesare.
Chase y el productor Brad Grey, de Brillstein-Grey, ofrecieron Los Soprano a varias cadenas. FOX mostró interés, pero decidieron rechazar la propuesta después de que Chase les presentara el episodio piloto. Chase y Grey finalmente ofrecieron la serie al entonces director de contenidos de HBO, Chris Albrecht, que reconoció la originalidad y el potencial de Los Soprano, y decidió financiar el rodaje de un episodio piloto. Albrecht dijo:

Me dije, esta serie trata sobre un tipo en torno a los cuarenta años. Ha heredado el negocio de su padre y está tratando de modernizarlo a nuestros días, con todas las responsabilidades que ello implica. Tiene una madre autoritaria de la cual aún trata de escaparse. A pesar de que ama a su esposa, ha tenido una aventura. Tiene dos hijos adolescentes y está haciendo frente a la realidad que ello conlleva. Está preocupado y deprimido, y comienza a ver a una terapeuta porque está buscando el significado de su propia vida. Pensé: la única diferencia entre él y toda la gente que conozco es que él es el Don de Nueva Jersey.

El episodio piloto —llamado "The Sopranos" en el DVD pero referido comúnmente como "Piloto"— fue filmado en 1997. Chase, tras haber dirigido anteriormente episodios de The Rockford Files y Almost Grown, lo dirigió él mismo. Una vez finalizado el episodio piloto y tras mostrarlo a los directivos de HBO, la serie quedó a expensas, durante un año, de que HBO finalmente decidiera producirla y ordenara una temporada completa de trece episodios. La serie se estrenó en HBO el 10 de enero de 1999, con el episodio piloto. Los Soprano fue la segunda serie de drama de una hora de duración producida por HBO, que tomó el relevo de Oz.

### Reparto
Al igual que los personajes que interpretan en la serie, muchos de los actores de Los Soprano son de ascendencia italiana. Incluso, muchos de los actores del reparto de la serie ya habían aparecido juntos en películas y series de televisión antes de incorporarse a Los Soprano. En la serie coincidieron un total de veintisiete actores de la película de Martin Scorsese Goodfellas, de 1990, incluidos los personajes principales de Lorraine Bracco, Michael Imperioli, Vincent Pastore y Tony Sirico. También, ocho de los actores de Los Soprano aparecieron en la comedia de 1999 Mickey ojos azules. Chase seleccionó a Georgianne Walken y Sheila Jaffe como directoras de casting porque quería un reparto similar al que el dúo había reunido en la cinta Trees Lounge (1996), realizada y protagonizada por Steve Buscemi. Además de Buscemi —en un principio tenido en cuenta para el rol de Tony Soprano—, otros actores de Trees Lounge iban a aparecer en la serie: John Ventimiglia (Artie Bucco), Elizabeth Bracco (Marie Spatafore), Suzanne Shepherd (Mary DeAngelis) y Michael Imperioli (Christopher).

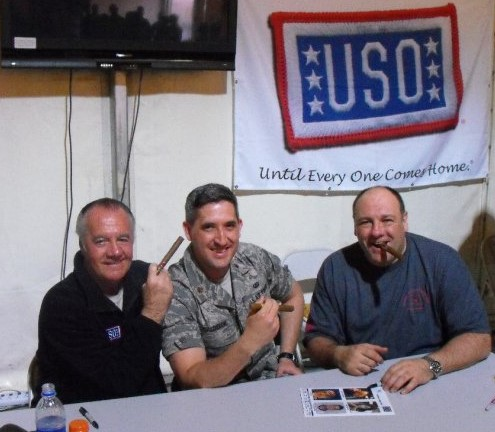
Los actores principales Tony Sirico (izquierda) y James Gandolfini (derecha) durante una visita a las USAF en Kuwait en 2010.

La elección del reparto principal para la serie se realizó mediante un proceso de audiciones y lecturas, en el que los actores, normalmente, no sabían si sus actuaciones convencían, o no, a Chase. Michael Imperioli, que superó a varios actores por el papel de Christopher Moltisanti, aseguró que Chase tenía "una cara de póker, así que pensé que [el papel] no sería para mí, pero continuó corrigiéndome y haciendo que lo intentara de nuevo, lo que normalmente es una señal de que no lo estás haciendo bien. Así que pensé que no iba a lograrlo. Entonces dijo, 'Gracias', y me marché. No esperaba que me volvieran a llamar, pero me llamaron". James Gandolfini fue invitado a la audición para el papel de Tony Soprano después de que la directora de casting, Susan Fitzgerald, viera un pequeño fragmento de su actuación en la película True Romance, de 1993. En un principio, la intención era que Lorraine Bracco, que anteriormente había desempeñado el papel de Karen Hill —la esposa del gánster Henry Hill (Ray Liotta)— en Goodfellas, interpretara el papel de Carmela Soprano. Sin embargo, Bracco prefirió el papel de la Dra. Jennifer Melfi porque quería probar algo diferente y consideró que interpretar a la culta Dra. Melfi sería más que un desafío para ella. Tony Sirico, cuyo pasado está relacionado con la mafia, firmó el papel de Paulie Gualtieri con la condición de que su personaje no fuera una "rata" (confidente del FBI). Chase invitó al músico "Little Steven" Van Zandt (conocido por ser el guitarrista de la E Street Band de Bruce Springsteen) a una audición para participar en su serie después de verlo en directo en la ceremonia del Rock & Roll Hall of Fame de 1997 y quedar impresionado con su aspecto y apariencia. Van Zandt, que nunca antes había actuado, aceptó el personaje del consigliere Silvio Dante y su esposa real, Maureen Van Zandt, fue escogida para interpretar el papel de Gabriella, la mujer de Dante.
A excepción de Lorraine Bracco, nominada al Óscar por Goodfellas, Dominic Chianese (El Padrino II) y la ganadora del Emmy Nancy Marchand (Lou Grant), el elenco de la primera temporada de la serie consistía, en gran parte, de actores desconocidos. Con el éxito de Los Soprano, muchos de los actores destacaron por su habilidad interpretativa y comenzaron a ganar notoriedad por sus actuaciones. En las siguientes temporadas se incorporaron algunos actores conocidos como Joe Pantoliano, Robert Loggia, Steve Buscemi y Frank Vincent, uniéndose al reparto junto a distinguidos actores en pequeños papeles, como Peter Bogdanovich, John Heard, Robert Patrick, Peter Riegert, Annabella Sciorra, y David Strathairn. Otros actores famosos aparecieron en un solo episodio, como Charles S. Dutton, Ken Leung, Ben Kingsley, Lauren Bacall, Daniel Baldwin, Tim Kang, Elias Koteas, Annette Bening, Sydney Pollack y Burt Young.

### Equipo de rodaje
Además de productor ejecutivo y creador de la serie, Chase también fue el show runner y guionista jefe durante las seis temporadas de Los Soprano. Se involucró profundamente en la producción de cada capítulo y era conocido por mantener todo bajo control, así como por ser un productor exigente y específico. Chase escribía de dos a siete episodios por temporada, supervisaba todos los montajes, consultaba con los directores de los episodios y reescribía los episodios escritos por otros guionistas. Brad Grey fue uno de los productores ejecutivos junto a Chase, pero no tuvo ninguna participación en el apartado creativo. Muchos de los miembros del equipo creativo de Los Soprano fueron cuidadosamente seleccionados por Chase, algunos de ellos viejos amigos o colegas suyos; mientras que otros fueron seleccionados a través de entrevistas realizadas por los productores de la serie.

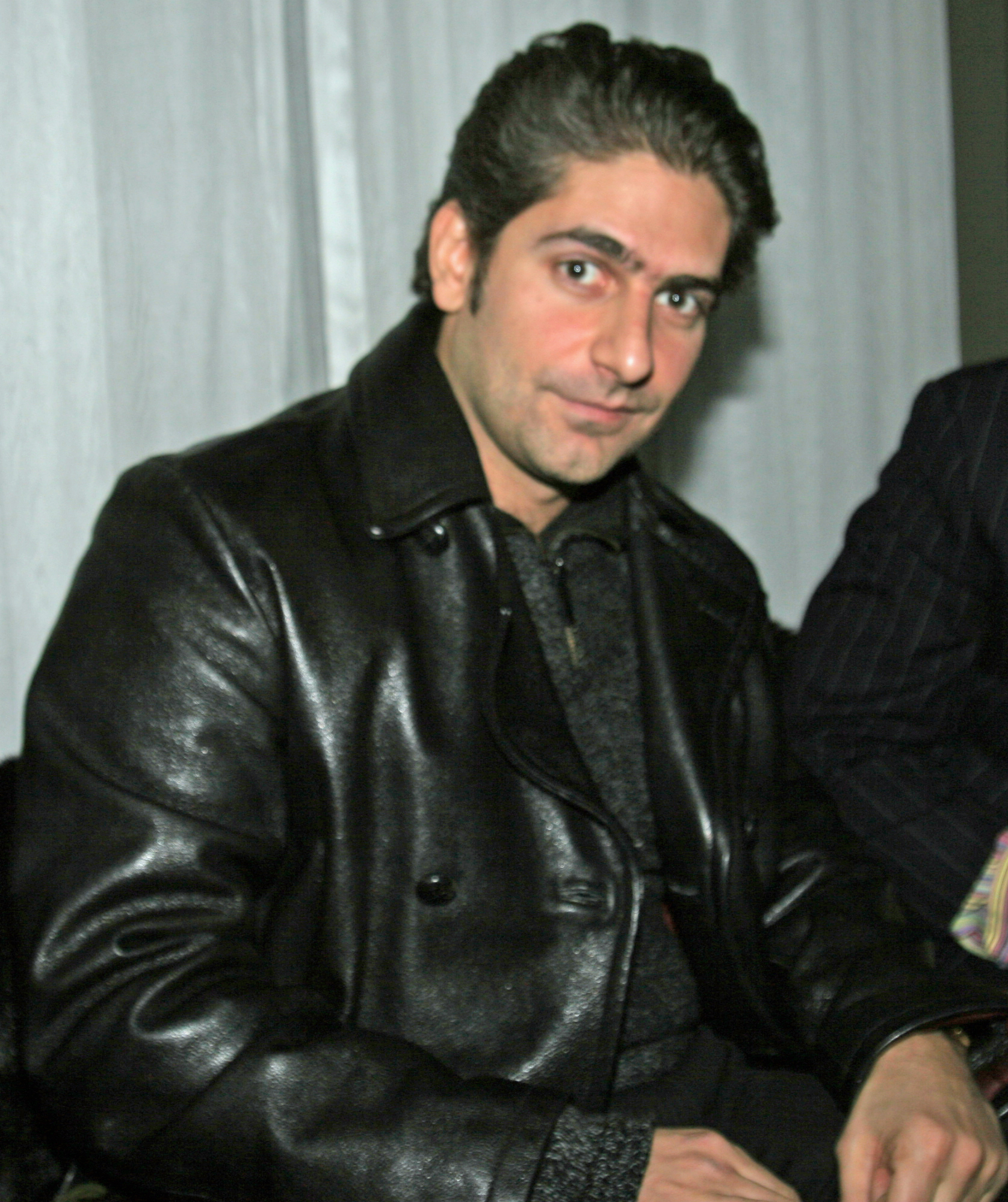
Michael Imperioli, que interpreta a Christopher Moltisanti, escribió algunos episodios de la serie.

Varios de los guionistas de la serie trabajaron previamente en televisión antes de Los Soprano. El equipo de guionistas y pareja matrimonial Robin Green y Mitchell Burgess, quienes trabajaron en Los Soprano como guionistas y productores desde la primera a la quinta temporada, habían trabajado anteriormente con Chase en Doctor en Alaska. Terence Winter, dos veces ganador del Emmy y guionista de la serie desde la segunda temporada, ejerció la abogacía durante dos años antes de dedicarse a su carrera como guionista y ser recomendado por el guionista Frank Renzulli a Chase. Matthew Weiner, guionista y productor de la serie en las temporadas quinta y sexta, escribió un guion especulativo para una serie llamada Mad Men en 2000 (que fue finalmente producida por AMC en 2007). El guion llegó a las manos de Chase y, tras leerlo, quedó tan impresionado que, inmediátamente, le ofreció a Weiner un puesto de trabajo como guionista en Los Soprano. Dos miembros del reparto también escribieron guiones para la serie: Michael Imperioli, quien interpreta a Christopher Moltisanti, fue también guionista y escribió cinco episodios de la serie, muchos de los cuales tratan sobre temas italoestadounidenses; Toni Kalem, quien interpreta el papel de Angie Bonpensiero, también escribió el episodio de la temporada quinta "Todas las familias felices...". El equipo recurrió a otros guionistas durante el transcurso de la serie, como Frank Renzulli, Todd A. Kessler (conocido por ser el cocreador de Damages), el equipo de guionistas Diane Frolov y Andrew Schneider (creadores de Easy Money) y Lawrence Konner, que fue uno de los creadores de Almost Grown con Chase en 1988. En total, veinte guionistas o equipos de guionistas fueron acreditados en la elaboración de los guiones de episodios de Los Soprano.
Antes de dirigir Los Soprano, muchos de los directores habían trabajado antes en otras series de televisión y en cine independiente. Los directores más frecuentes de la serie fueron Tim Van Patten (veinte episodios), John Patterson (trece episodios), Allen Coulter (doce episodios) y Alan Taylor (nueve episodios), todos ellos con experiencia en televisión. Steve Buscemi y Peter Bogdanovich, miembros recurrentes del elenco, también actuaron como directores en la serie de forma intermitente. Chase dirigió dos episodios, el piloto y el episodio final. Alik Sakharov fue el director de fotografía original de la serie, alternando más tarde en episodios con Phil Abraham. La fotografía y la dirección de la serie son célebres por su gran calidad visual. Esto lo logró Chase en colaboración con Sakharov.

### Música
Los Soprano se caracteriza por sus eclécticas selecciones de música y ha recibido el aplauso de la crítica por su eficaz empleo de canciones antiguas. Chase seleccionaba personalmente toda la música de la serie con el productor Martin Bruestle y el editor musical Kathryn Dayak, consultando también en ocasiones con Steven Van Zandt. Normalmente la música era seleccionada una vez que se completaban los procesos de edición y producción de los episodios, pero en ocasiones las secuencias se filmaban conjuntamente con los fragmentos de música preseleccionados.
El tema de apertura de la serie es "Woke Up This Morning" (en su versión Chosen One Mix), escrito e interpretado por la banda británica Alabama 3. En los créditos finales de cada episodio se incluye, salvo algunas excepciones, una canción diferente. Muchas canciones se repitieron varias veces en un episodio, como "Living on a Thin Line" de The Kinks en el episodio "Universidad" de la tercera temporada; y "Glad Tidings" de Van Morrison, en el episodio "Con el debido respeto", al final de la quinta temporada. También hay algunas canciones que suenan en varias ocasiones durante la serie, como "Con te partirò", interpretado por el tenor italiano Andrea Bocelli, y que está considerado como el tema musical del personaje de Carmela Soprano. Si bien la serie utiliza un gran repertorio de música grabada previamente por otros artistas, es conocida su falta de música incidental compuesta originalmente, en comparación con otras series de televisión.
Se han lanzado dos bandas sonoras con la música de la serie desde su debut en televisión. La primera, titulada The Sopranos: Music from the HBO Original Series, fue lanzada en 1999. Contiene una selección de música de las dos primeras temporadas y alcanzó el puesto 54 en el Billboard 200. El segundo recopilatorio, The Sopranos: Peppers & Eggs: Music from the HBO Original Series, salió a la venta en 2001 y es un doble álbum con canciones y diálogos seleccionados de las tres primeras temporadas de la serie. Llegó hasta el puesto 38 en el Billboard 200.

### Escenarios y localizaciones

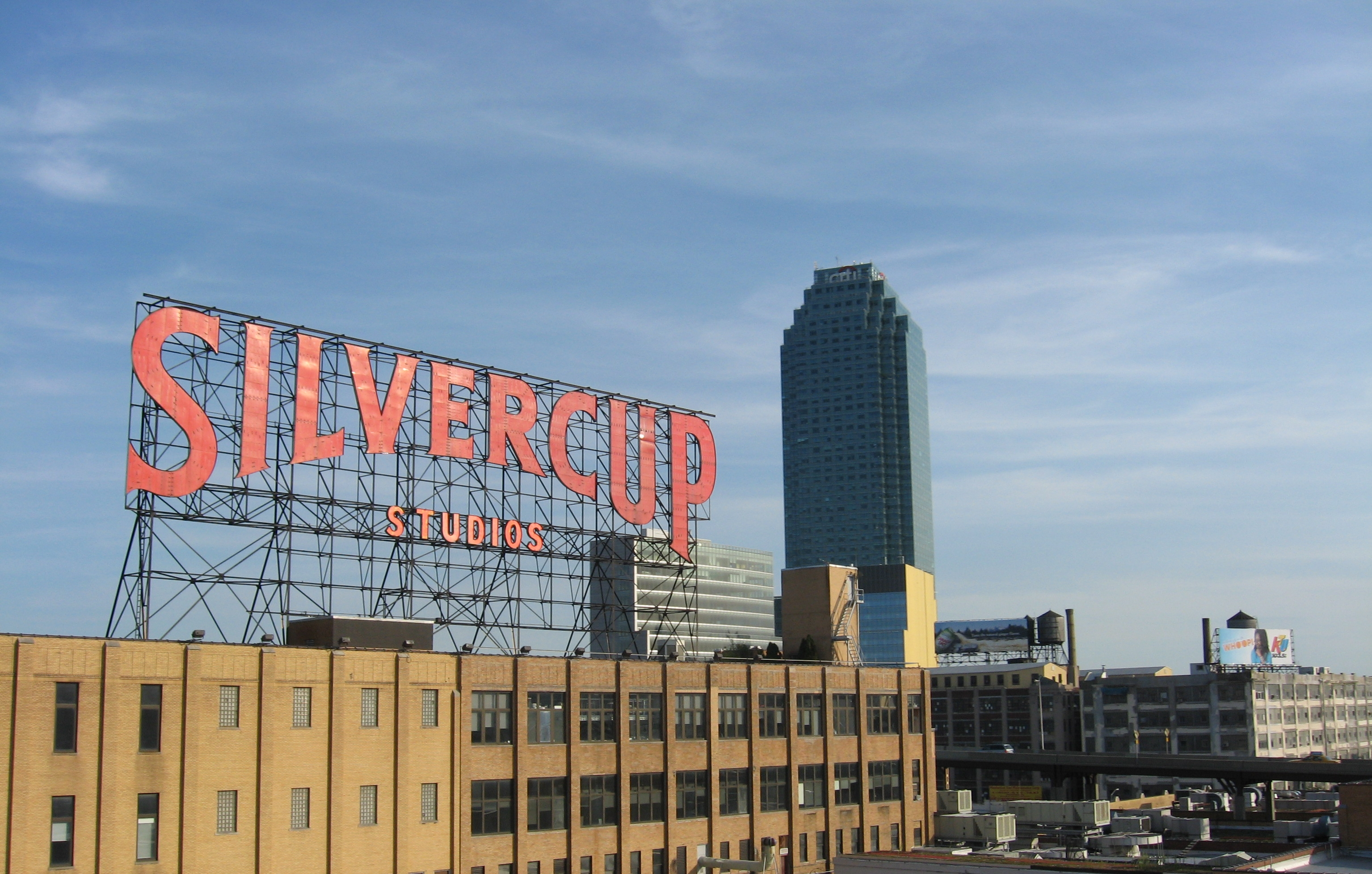
Los Silvercup Studios de Nueva York, donde fue grabada gran parte de la serie.

La mayoría de los rodajes exteriores de la serie fueron filmados en Nueva Jersey, mientras que los interiores —incluyendo la mayoría de los rodajes en la residencia de los Soprano, la trastienda del club de estriptis Bada Bing! y la oficina de la psiquiatra Dra. Melfi— fueron grabados en los Silvercup Studios de Nueva York.
La carnicería, uno de los lugares favoritos de los mafiosos en la serie, era conocida en el episodio piloto como Centanni's Meat Market, una carnicería real en Elizabeth, Nueva Jersey. Después de que la serie fuera contratada por HBO, los productores arrendaron un edificio en Kearny, Nueva Jersey. Durante el resto del periodo de producción, este edificio fue utilizado para escenas de rodaje tanto en interior como en exterior Satriale's. Cuando la serie finalizó su emisión, el edificio fue demolido. El Bada Bing!, un club de estriptis del que Silvio Dante era propietario en la serie, es en realidad un club nocturno en la Ruta 17 en Lodi, Nueva Jersey. Los exteriores e interiores (excepto el cuarto que servía de trastienda) fueron filmados en el propio local. El club actual se llama Satin Dolls y ya existía antes de que la serie comenzara. El club continuó con su funcionamiento habitual durante los ocho años que duró la serie, pero se llegó a un acuerdo económico con el propietario del establecimiento previamente. El responsable de escenarios, Mark Kamine, aseguró que el propietario fue "muy amable", pues mientras la serie permaneció en antena "no hubo ningún conflicto que interfiriera en su negocio". Las escenas que tenían lugar en el restaurante Vesubio, propiedad en la serie de Artie Bucco, se filmaron en el primer episodio en un restaurante llamado Manolo's, situado en Elizabeth. Tras el incendio del Vesubio, dentro del contexto de la serie, Artie abrió un nuevo restaurante llamado Nuovo Vesubio, cuyas escenas exteriores se filmaron en Punta Dura, un restaurante real de Long Island City, en Queens.

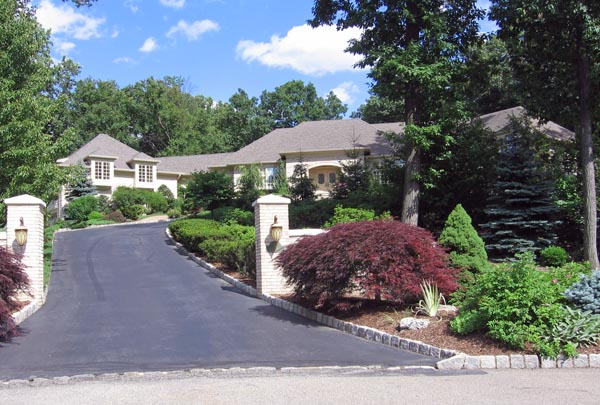
La casa, en la vida real, de la familia Soprano en North Caldwell, Nueva Jersey.

Por otra parte, los exteriores de la residencia de ancianos Green Grove, donde Tony lleva a su madre Livia, se grabaron en Green Hill Retirement Home, una residencia de ancianos de West Orange. Todas las filmaciones exteriores, y algunas interiores, de la casa de los Soprano fueron realizadas en una residencia privada en North Caldwell, Nueva Jersey.

### Secuencia de apertura
Una parte reconocible de Los Soprano es la secuencia de apertura de la serie. Tony Soprano aparece saliendo del túnel Lincoln y entrando en la New Jersey Turnpike, la autopista de peaje de Nueva Jersey. Durante la secuencia se muestran numerosos monumentos históricos de Newark y Elizabeth y sus alrededores. La secuencia finaliza con Tony en el camino de entrada a su casa. Chase dijo que el objetivo de la secuencia de apertura era mostrar que esta mafia en particular era de Nueva Jersey, a diferencia de Nueva York, donde se ambientaban la mayoría de los dramas.
En las tres primeras temporadas, cuando Tony dejaba el túnel y entraba en la autopista de peaje, se mostraba una imagen de las torres del World Trade Center desde el espejo retrovisor del vehículo de Tony. Sin embargo, tras los atentados del 11 de septiembre de 2001, esta imagen fue eliminada, coincidiendo con el comienzo de la cuarta temporada de la serie.
En una de las ediciones de la revista TV Guide de 2010, la secuencia de apertura de Los Soprano fue catalogada como la décima secuencia de introducción favorita por los lectores de dicha revista.

## Episodios
| Temporada | Temporada | Episodios | Episodios | Emisión original         | Emisión original       |
| Temporada | Temporada | Episodios | Episodios | Primera emisión          | Última emisión         |
| --------- | --------- | --------- | --------- | ------------------------ | ---------------------- |
|           | 1         | 13        | 13        | 10 de enero de 1999      | 4 de abril de 1999     |
|           | 2         | 13        | 13        | 16 de enero de 2000      | 9 de abril de 2000     |
|           | 3         | 13        | 13        | 4 de marzo de 2001       | 20 de mayo de 2001     |
|           | 4         | 13        | 13        | 15 de septiembre de 2002 | 8 de diciembre de 2002 |
|           | 5         | 13        | 13        | 7 de marzo de 2004       | 6 de junio de 2004     |
|           | 6         | 21        | 12        | 12 de marzo de 2006      | 4 de junio de 2006     |
|           | 6         | 21        | 9         | 8 de abril de 2007       | 10 de junio de 2007    |

## Lanzamiento en DVD
Aunque la serie fue grabada desde un principio en panorámico no se emitió en este formato hasta la cuarta temporada, en el 2002. Los DVD americanos son en formato panorámico 16:9. En España la primera temporada se lanzó en 4:3, el resto en 16:9.
Los Soprano fueron unas de las primeras series de televisión que se lanzaron en formato HD DVD y Blu-ray, a principios de 2006.
Fechas de lanzamiento
| DVD                                     | Región 1                | Región 2               | Región 3                | Región 4                |
| --------------------------------------- | ----------------------- | ---------------------- | ----------------------- | ----------------------- |
| Temporada 1                             | 12 de diciembre de 2000 | 22 de mayo de 2001     | 24 de noviembre de 2003 | 24 de noviembre de 2003 |
| Temporada 2                             | 6 de noviembre de 2001  | 25 de junio de 2002    | 24 de noviembre de 2003 | 24 de noviembre de 2003 |
| Temporada 3                             | 27 de agosto de 2002    | 4 de noviembre de 2003 | 24 de noviembre de 2003 | 24 de noviembre de 2003 |
| Temporada 4                             | 28 de octubre de 2003   | 1 de febrero de 2005   | 3 de noviembre de 2003  | 3 de noviembre de 2003  |
| Temporada 5                             | 7 de junio de 2005      | 7 de marzo de 2006     | 20 de junio de 2005     | 17 de agosto de 2005    |
| Temporada 6 Parte 1 (Episodios 1 - 12)  | 7 de noviembre de 2006  | 3 de julio de 2007     | TBA                     | 7 de marzo de 2007      |
| Temporada 6 Parte 2 (Episodios 13 - 21) | 23 de octubre de 2007   | 19 de febrero de 2008  | TBA 2007                | 31 de enero de 2008     |

## Temas
Como parte de la terapia Tony cuenta sus sueños, que son muy interesantes. Son sueños de un fuerte simbolismo, referidos a sentimientos íntimos de Tony cuyo raciocinio ignora o reprime. A menudo son premonitorios de lo que sabe inconscientemente -por ejemplo, que un gran amigo suyo no es tan bueno. Algunos sueños de los demás personajes también han sido mostrados, por ejemplo uno de Chrissy, deprimido por no ser guionista de cine.
Los modos de matar en Los Soprano y de librarse de los cadáveres son variados. Uno de ellos es llamado "Moe Green Special" (a la Moe Green), porque así murió este personaje de El Padrino, por un tiro en el ojo.
Se trata pues de la delicia de los amantes del cine de "mafiosos", convirtiéndose esta serie de TV en un enorme hipertexto en el que hay referencias a las grandes películas de la trilogía de El Padrino, de Francis Ford Coppola, Scarface, de Brian de Palma, y Goodfellas, de Martin Scorsese, entre otras.

## Libros
Existen varios libros sobre diferentes aspectos de la serie. En español, sólo se han publicado The Soprano Forever y The Soprano and Filosophy.
Libros en español.
- Los Soprano Forever: Antimanual de una serie de culto.
- Los Soprano y la filosofía: Mato, luego existo.
- Los Soprano: guía de campo. De Martín Sepúlveda.

Libros en inglés.
- The Sopranos: The Book
- The Psychology of the Sopranos: Love, Death, Desire
- The Sopranos Family Cookbook
- Entertaining with the Sopranos
- The Sopranos and Philosophy: I Kill Therefore I am
- The Sopranos on the Couch: The Ultimate Guide
- Tony Soprano on Management: Leadership Lessons

## Acogida e impacto

### Audiencias
Los Soprano disfrutó de grandes niveles de audiencia y es la serie emitida por cable de mayor éxito comercial en la historia de la televisión. A pesar de haber sido emitida en un canal de televisión por cable como HBO, que está disponible en menos hogares estadounidenses que las cadenas de televisión habituales, la serie atrajo, en ocasiones, la misma o más audiencia que las series de las populares cadenas de televisión estadounidenses de ese momento. Los niveles Nielsen de audiencias de las primeras cuatro temporadas no son completamente precisos, pues antes de enero de 2004 Nielsen facilitaba cifras globales para las redes de cable, lo que significaba que el público que veía otro canal de HBO en lugar del principal —en el que se emitía Los Soprano— se incluía por defecto en esas estimaciones de audiencia.
| Temporada   | Emisión                                           | Audiencias de Nielsen (en millones) | Audiencias de Nielsen (en millones) | Audiencias de Nielsen (en millones) |
| Temporada   | Emisión                                           | Primer episodio                     | Último episodio                     | Media de la temporada               |
| ----------- | ------------------------------------------------- | ----------------------------------- | ----------------------------------- | ----------------------------------- |
| 1           | 10 de enero de 1999 – 4 de abril de 1999          | 3,45                                | 5,22                                | 3,46                                |
| 2           | 16 de enero de 2000 – 9 de abril de 2000          | 7,64                                | 8,97                                | 6,62                                |
| 3           | 4 de marzo de 2001 – 20 de mayo de 2001           | 11,26                               | 9,46                                | 8,87                                |
| 4           | 15 de septiembre de 2002 – 8 de diciembre de 2002 | 13,43                               | 12,48                               | 10,99                               |
| 5           | 7 de marzo de 2004 – 6 de junio de 2004           | 12,14                               | 10,98                               | 9,80                                |
| 6 (Parte 1) | 12 de marzo de 2006 – 4 de junio de 2006          | 9,47                                | 8,90                                | 8,60                                |
| 6 (Parte 2) | 8 de abril de 2007 – 10 de junio de 2007          | 7,66                                | 11,90                               | 8,23                                |

### Respuesta de la crítica
Los Soprano ha sido reconocida por los críticos como una de las mejores y más innovadoras series de todos los tiempos. Los guiones, la actuación y la dirección han sido, a menudo, los elementos más aplaudidos. La serie recibió, también, una considerable atención por parte de críticos y periodistas por su maduro y artístico contenido, el mérito técnico, la música seleccionada para los episodios, la cinematografía y la voluntad de tratar temas complicados y polémicos.
Los Soprano es el mejor programa de televisión de la historia según la revista Rolling Stone: el 21 de septiembre de 2016 publicó "The 100 Greatest TV Shows of All Time" lista liderada por esta serie y basada en la opinión de actores, productores, directores, escritores y críticos. En la misma publicación se reconoce a Los soprano como el producto que revolucionó la industria por su calidad y profesionalismo, dando inicio a lo que sería el auge creativo propio de la televisión del siglo XXI. El periodista de Vanity Fair Peter Biskind aseguró que Los Soprano era "quizá la obra maestra de la cultura pop de su época". David Remnick, editor de The New Yorker, calificó la serie como "el logro más rico en la historia de la televisión". TV Guide situó Los Soprano en el quinto puesto de su lista "Las mejores 50 series de televisión de la historia". En 2007, el canal británico Channel 4 nombró a Los Soprano la mejor serie de televisión de todos los tiempos.
La primera temporada de la serie recibió críticas abrumadoramente positivas. Tras su debut en 1999, The New York Times reconoció que "[Los Soprano] puede ser el mejor trabajo de la cultura popular norteamericana del último cuarto de siglo". En 2007, Roger Holland de PopMatters escribió: "la temporada debut de Los Soprano sigue siendo el mayor hito de la historia de la televisión estadounidense". En noviembre y diciembre de 2009, una gran cantidad de críticos de televisión nombraron a Los Soprano como la mejor serie de la década y de todos los tiempos en artículos que resumían la década en la televisión. Frecuentemente Los Soprano aparecía en el primer puesto de las listas que recopilaban las mejores series de televisión de la historia —junto a la también serie de HBO The Wire, ambas coparon siempre los dos primeros puestos—.
Algunos episodios en concreto fueron especialmente aplaudidos por los críticos. Estos fueron "Universidad" y "Sueño con Jeannie Cusamano" de la primera temporada; "Distorsiones" de la segunda; "El empleado del mes", "Pine Barrens" y "Amor puro" de la tercera; "Quien haya hecho esto" y "Olas blancas" de la cuarta; "Bordes irregulares" y "Aparcamiento prolongado" de la quinta; y "Sólo para socios", "Únete al grupo", "Kennedy y Heidi", "El segundo advenimiento" y "El cometa azul" de la sexta y última temporada.

### Premios
Los Soprano ganó y fue nominado a varios premios durante el tiempo que estuvo en emisión. La serie fue nominada al Primetime Emmy a la mejor serie dramática en todos los años en los que fue elegible. Tras se nominada y perder el premio en 1999, 2000, 2001 y 2003 (la primera vez perdió ante The Practice, y las tres siguientes ocasiones el galardón se lo llevó The West Wing), Los Soprano se hicieron con el premio en 2004 y 2007. Su premio de 2004 significó la primera serie de televisión por cable que ganaba un premio, mientras que en 2007 fue la primera serie que ganó el premio, tras Upstairs, Downstairs en 1977, después de que la serie haya finalizado. En total recibió 21 nominaciones de los premios Primetime Emmy al mejor guion en una serie dramática, de los cuales ganó en seis ocasiones y David Chase, el creador, recibió tres premios.
La serie ganó, al menos, un premio por actuación en cada año que fue posible su nominación, excepto en 2006 y 2007. James Gandolfini y Edie Falco fueron nominados seis veces cada uno al mejor actor y mejor actriz en una serie dramática, respectivamente, ganando un total de tres premios. Joe Pantoliano ganó un premio al mejor actor de reparto en 2003, mientras que Michael Imperioli y Drea de Matteo hicieron lo propio en 2004 en la misma categoría. Otros actores que recibieron nominaciones a los Emmy fueron Lorraine Bracco (en las categorías de mejor actriz y mejor actriz de reparto), Dominic Chianese, Nancy Marchand, Aida Turturro, Steve Buscemi (quien fue nominado a la mejor dirección por "Pine Barrens"), Tim Daly, John Heard y Annabella Sciorra.
En 2000 y 2001, Los Soprano ganaron dos premios George Foster Peabody consecutivos. Solo dos series lo habían hecho anteriormente: Doctor en Alaska y The West Wing. La serie recibió, también, varias nominaciones a los premios Globo de Oro (ganó el galardón de mejor serie dramática en 2000) y los principales premios de los sindicatos (directores, productores, guionistas, y actores).

## Emisión internacional

### Europa
- Canal+ (España), HBO España, Fox (España) y La Sexta

### América
- Hispanoamérica: HBO
- Chile: La Red (2002-2005) UCV (2008)
- Colombia : Citytv (2002)
- México: Canal 59
- Paraguay: Paravisión (1999-2002, 2007-2010) Sur TV (2012)
- Bolivia: ATB, EBO TV
- Perú: Frecuencia Latina (2008)
- Venezuela : Televen (2002-2007)
- Cuba : Canal Habana (2014)

### Streaming
A partir del 24 de septiembre de 2023 la serie completa puede verse en la plataforma HBO Max.